# Nazionale maschile di rugby a 13 del Libano
La nazionale di rugby a 13 del Libano è la selezione che rappresenta il Libano a livello internazionale nel rugby a 13. Sono soprannominati Cedri dal nome del cedro del Libano, pianta che compare anche nella bandiera libanese. Il suo debutto risale al 1998.
La nazionale libanese è stata formata originariamente nel Nuovo Galles del Sud ed era composta da giocatori australiani di origine libanese. Un certo successo ha poi permesso di sviluppare il rugby a 13 all'interno del Libano, dando vita anche a un campionato nazionale. Fin dai suoi primi anni il Libano si è principalmente confrontato con le nazionali europee, partecipando nel 2009 anche a una edizione del Campionato europeo. La vittoria 62-8 contro gli Stati Uniti nel 1999, partita valida per la qualificazione alla Coppa del Mondo di rugby a 13 che si è svolta l'anno seguente, ha permesso ai libanesi di accedere alla loro prima competizione mondiale.